# Steve Fraser
Steven Howard "Steve" Fraser  (* 23. března 1958 Hazel Park, USA) je bývalý americký zápasník.
V roce 1984 vybojoval na olympijských hrách v Los Angeles zlatou medaili v zápase řecko-římském v kategorii do 90 kg. V roce 1983 zvítězil na Panamerických hrách.